# Heilige Staude (Weiden)

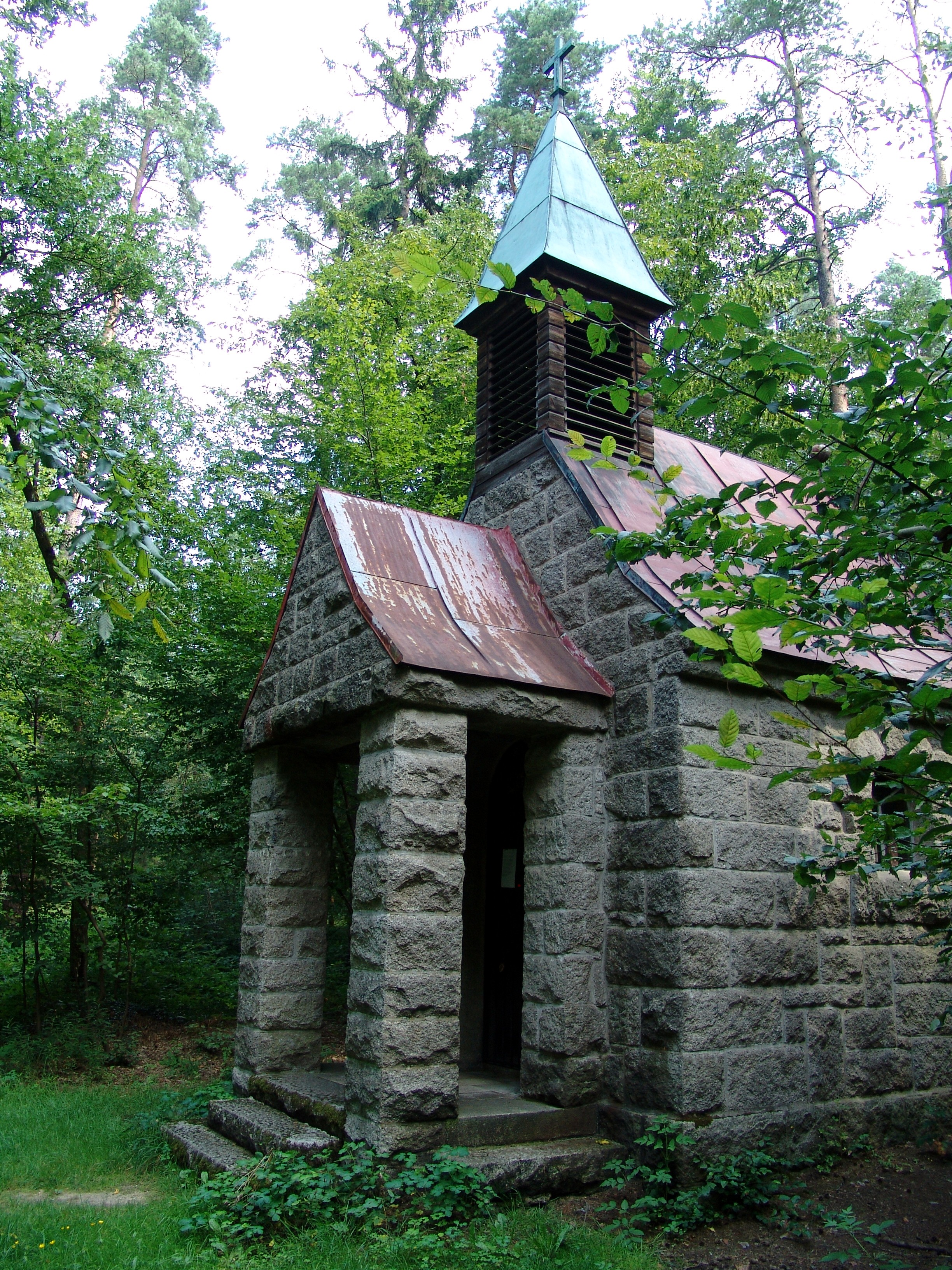
Kapelle zur Hl. Staude bei Weiden in der Oberpfalz

Die Kapelle zur Hl. Staude liegt heute in der Oberpfälzer Stadt Weiden. Die Kirche ist erstmals von Amberger Bürger Hans Klopfer d. Ä. (vor 1470) erbaut worden, 1589 wurde sie von evangelisch gewordenen Weidener Bürgern zerstört, weil man nicht zulassen wollte, dass die dortige Kirchweihfeier weiterhin von dem katholisch gebliebenen Leuchtenberger Pfarrer zu Schirmitz abgehalten werde. 1953 ist sie wieder aufgebaut worden.

## Geschichte
Die Kapelle wird 1470 erstmals als Zugehörigkeit der Pfarrei Schirmitz erwähnt, wobei Letztere nach dem Pfarrverzeichnis der Diözese Regensburg bereits seit 1326 bestand. Die Zechpröpste des Kirchleins sollen  dem Pfarrer von Schirmitz fünf Schilling Pfennige zahlen. Zu Quasimodogeniti soll von ihm die Kirchweih gehalten werden sowie am Tag Johannes et Pauli, Laurentii mayryris, Wolfgangi confessoris, Leonhardi und Fastnacht die Messe gelesen werden; für jedes Messlesen soll er zwei Groschen bekommen und für die Evangeliumsverkündigung drei Groschen. 1470 hat der Amberger Bürger Hans Klopfer d. Ä. diese seine Kirche an die Stadt Weiden übergeben, wobei er die Ratsmitglieder verpflichtete, dass am Patroziniumstag dem Stifter und seinen Nachkommen im Gebet gedacht werden sollte. Der Stifter ist 1473, wie ein Epitaph an der Amberger St.-Martin-Kirche belegt, verstorben (Anno Dmi starb der Erberg man Hanns Klopfer Bürger zu Amberg am Sonntag Jubilate. Dem Gott genadig sei! Amen.). Damals wurde in der Kirche zur Heiligen Staude auch eine samstägliche Wochenmesse von dem Pfarrer von Schirmitz oder seinem Kaplan gehalten. Die Inkorporation zur Kirche in Schirmitz wird auch 1517 bestätigt.
Zu der Kirche muss ein großer Zulauf bestanden haben, wie aus den eingegangenen Spenden ersichtlich ist. Die Stadt Weiden hat aus dem Kirchenvermögen einen gut verzinsten Kredit von 100 fl aufgenommen. Nach dem großen Stadtbrand von 1536 in Weiden wurden die Altäre weggenommen, um sie in der Weidener Pfarrkirche St. Michael aufzustellen. Beim Übergang von Weiden an die lutherische Lehre wurden 1538 auch der Kelch, die Messgewänder und die Glocke entfernt (letztere soll im Unteren Tor von Weiden aufgehängt worden sein). Wegen des  von Pfalzgraf Ottheinrich eingeführten Religionsmandats vom 22. Juni 1542 verlor die Kirche ihre Einkünfte, die an das Weidener Bürgerspital übergeben werden.
Wegen der Platzierung der Kirche an der umstrittenen Grenze zwischen dem evangelisch gewordenen Gemeinschaftsamt Weiden und der katholischen Landgrafschaft Leuchtenberg kam es immer wieder zu Auseinandersetzungen. Angeblich rauften 1536 sich die evangelisch gewordenen Bürger von Weiden um die Kapelle zur Hl. Staude, die zehn Schritte vom Landgrafenamt auf pfälzischem Boden stand. Gilg von Waldthurn rückte mit seinen Leuten gegen die Weidener vor, um den Abbruch der Kapelle zu verhindern. Das geschah auch noch ein zweites Mal, bei dem aber die Weidener siegreich blieben. Landgraf Georg III. will 1543 bei der Kapelle zur Heiligen Staude Kirchweih feiern und dabei den Kirchweihschutz wahrnehmen. Das wollen die  Weidener nicht dulden und schicken ein beträchtliches Aufgebot an bewaffneten Bürgern zu der Kirche; zu handgreiflichen Auseinandersetzungen ist es aber nicht gekommen, da der leuchtenbergische Landknecht und dann der Pfarrer von Schirmitz den Platz unter Protest verlassen haben. Dies war Anlass für eine mehrjährige gerichtliche Auseinandersetzung über den Grenzverlauf, der durch den sog. Heidelberger Vertrag von 1546 im Sinne von Weiden beendet wurde. Dennoch schreibt am 18. April 1549 der landgräfliche Rat und Amtsverweser von Pfreimd, Hans Frey, Eivelstetter genannt, an Landgraf Georg, dass er den Kirchweihschutz bei der Heiligen Staude beauftragt und den Pfarrer von Schirmitz zu predigen verordnet habe, dabei wurde auch Standgeld für Krämer und Schuhmacher, die hier offensichtlich ihre Stände aufgebaut hatten, eingefordert.
Die Kirche ist aufgrund der religiösen Spaltung in Verfall geraten. 1588 kam es zu Weiterungen des Streits, denn 55 Weidener verhinderten durch ein bewaffnetes Aufgebot den Zutritt der Leuchtenberger Bevölkerung zu der Kirche. Dem Landgraf stehe es nicht zu, die dem Einsturz nahe Kirche (und ein daneben stehendes Forsthaus) wieder aufzubauen und ihnen obliege es, über die Art der Religionsausübung zu entscheiden. Am 1. Mai 1588 soll dann der Landgraf selbst mit 500 Mann (?), darunter drei Trompetern und drei Pfeifern, erschienen sein und die zuvor verhinderte Kirchweihfeier nachgeholt zu haben. Wieder eine Woche später dringen die Weidener in den frühen Morgenstunden mit 220 Mann in die Kirche ein und nehmen das von dem Leuchtenberger zur Instandsetzung vorgesehene Bauholz und die Arbeitsgeräte der Zimmerleute mit. 1589 erfuhr der Landrichter und Pfleger von Leuchtenberg von dem Sebastian Kastner, Ratsherr in Weiden, dass die Weidener beschlossen haben, den Pfarrer bei der nächsten Kirchweih zu ergreifen und die Kirche zu zertrümmern. Am 10. April 1589 berichtet der Pfarrer von Schirmitz, dass die Kirche (mit Zustimmung der kurpfälzischen Regierung in Amberg) in der Nacht vom 7. auf den 8. April zerstört worden sei. Der Pfarrer habe seine Predigt auf einem Stein vor der Kirchtüre halten müssen und habe gegen den Abriss protestiert. Im darauffolgenden Jahr ist es am Weißen Sonntag beinahe wieder zu Tätlichkeiten gekommen. Weidener Beamte und Ratsmitglieder sind mit einem Aufgebot an Hakenschützen erschienen  und sind dem Schirmitzer Pfarrer, der mit fünf Wildschützen und dem leuchtenbergischen Amtmann gekommen ist, gegenüber gestanden. Beidseits habe es heftige Proteste gegeben, die Parteien seien aber nicht handgreiflich geworden. Am 24. Januar 1591 wird ein Vergleich zwischen Kurfürst Friedrich, Pfalzgraf Friedrich und Landgraf Georg Ludwig geschlossen, nach diesem sei die Kirche zur Heiligen Staude für immer „abgetan“. Das Mauerwerk soll noch etliche Jahre gestanden haben, da es aber als Schlupfwinkel für allerlei Gesindel gedient hat, wurde es niedergelegt und an Bauern zum Bau von Häusern und Stadeln gegeben.
Ab 1627 wurde in Weiden mit der Gegenreformation begonnen. Weidener Jesuiten bemühten sich dabei ganz allgemein um den Wiederaufbau früherer Gotteshäuser. So wurde auch an der Stelle des früheren Hochaltars der Kirche zur Heiligen Staude ein Kreuz errichtet, Bilder des hl. Wolfgangs und der hl. Helena angebracht (angeblich war die Kirche dem hl. Wolfgang und der hl. Helena geweiht) und am 10. Juni 1627 fand ein Kreuzgang der umliegenden Pfarreien zur Heiligen Staude statt. Am 10. September 1627 wurde die Grundsteinlegung durch den leuchtenbergischen Kanzler Dr. Ludwig Federl für die in Aussicht genommene Kirche vorgenommen, die Festpredigt hielt der Jesuit P. Balsterer; am 14. September 1627 predigte hier der Jesuitenobere P. Christoph Engelberger. Dies rief wieder den Protest der Weidener hervor, die ja die grundrechtlichen Besitzer der abgekommenen Kirche waren und die in der Folge den gesetzten Grundstein wieder entfernen ließen. Die Wirren des Dreißigjährigen Krieges verhinderten, dass man sich weiter mit dieser Kirche beschäftigte. Der Kirchenbau wird also (abgesehen von einem späteren Vorstoß Leuchtenbergs 1723 beim bayerischen Kurfürsten Maximilian II. Emanuel, bei dem sogar ein Kirchenplan mit Kuppel vorgelegt wurde) nicht weiter verfolgt, es finden jedoch immer wieder Prozessionen zu dem dortigen Kreuz statt.
1729 stiftete der Weidener Bürgermeister Josef Ignaz Moritz ein von dem Sulzbacher Künstler Johann Christoph Karl angefertigtes  Muttergottesbild, das auf einer Säule im Bereich der Mauerreste der Kirche aufgestellt wurde. Der Pfarre von Schirmitz ließ dann dort, ohne Erlaubnis erfragt zu haben, einen Opferstock für die Kirche in Schirmitz aufstellen. Der weitere Vorschlag von Bürgermeister Josef Ignaz Moritz, eine hölzerne Bedachung für das Bild anfertigen zu lassen, wird vom Amt Leuchtenberg abgelehnt. Daraufhin wird die Säule mit dem Bild weiter hinab auf Weidener Grund gesetzt, allerdings ließ der Pfarrer von Schirmitz hier ein eigenes Marienbild aufstellen. 1802 wird im Rahmen der Säkularisation angeordnet, dass das von Josef Ignaz Moritz gestiftete Bild in eine Kirche von Weiden zu verbringen sei, wo es heute noch in der Kirche St. Sebastian neben dem Eisengitter unter der Empore zu finden ist. Auch das Marienbild von Schirmitz musste entfernt werden.

## Kapelle zur  Hl. Staude heute
Nach all den jahrhundertelangen Schwierigkeiten wurde die Kapelle von dem Seilermeister F. X. Hammer auf dem Platz der alten Kirche wieder hergestellt und am 4. Oktober 1953 eingeweiht. Der Plan wurde von dem Architekten Gustav Menger erstellt. Die Kapelle ist aus Granitsteinen gebaut und mit einem Satteldach gedeckt. Sie besitzt einen Vorbau mit zwei gemauerten Säulen und einen Dachreiter, der von einem Pyramidendach abgeschlossen wird. Dieser enthält eine Schiffsglocke mit ca. 20 cm Durchmesser, die von Hand geläutet werden kann. Der Ton der Glocke liegt um ~as.
Die Kapelle gehört heute zur Pfarrei St. Josef von Weiden und ist ein beliebter Ort zur Abhaltung christlicher Feste, wie etwa der Christmette, ist aber auch eine Station auf dem „Spirituellen Weg um die Pfarrkirche St. Josef in Weiden“.